# Landschap met de brand van Sodom en Gomorra
Landschap met de brand van Sodom en Gomorra is een schilderij van Joachim Patinir in Museum Boijmans Van Beuningen in Rotterdam.

## Voorstelling
Het stelt de verwoesting van Sodom en Gomorra voor, een verhaal uit het Bijbelboek Genesis 19. Volgens dit verhaal werden beide steden vanwege hun morele verdorvenheid en sodomie door God verwoest in een regen van zwavel en vuur. Alleen Lot en zijn gezin werden gespaard. Ze mochten de stad verlaten op voorwaarde dat ze niet terug zouden kijken. Op het schilderij is rechtsonder te zien hoe Lot en zijn dochters door twee engelen weggeleid worden. In het midden is Lots vrouw, die de verleiding niet kon weerstaan en terugkeek, veranderd in een zoutpilaar. Hoog in de bergen rechtsboven is een tent te zien, met daarin opnieuw Lot en zijn dochters.

## Herkomst
Het werk werd voor het eerst gesignaleerd in 1934 door Max Friedländer in de verzameling van Franz Koenigs in Haarlem. Van 1935 tot 1940 gaf Koenigs het werk in bruikleen aan het toenmalige Museum Boymans. Dit was onderdeel van een overeenkomst tussen Koenigs en de bank Lisser & Rosenkranz, waarbij Koenigs een grote lening afsloot met de kunstverzameling als onderpand. Op 2 april 1940 werd de verzameling door aandeelhouders van de bank geconfisqueerd en te koop aangeboden. Op 19 april haalde kunsthandelaar Jacques Goudstikker het schilderij persoonlijk op bij Museum Boymans. Op 10 juni 1940 werd het verkocht aan kunsthandel A. Miedl in Amsterdam, die het via W.A. Hofer in Berlijn doorverkocht aan Hermann Göring voor zijn kunstverzameling in zijn buitenverblijf, Carinhall. Na de bevrijding werd het werk overgedragen aan Stichting Nederlands Kunstbezit (een voorloper van de Rijksdienst voor het Cultureel Erfgoed), die het in 1948 in bruikleen gaf aan Museum Boijmans Van Beuningen.